# Gabriela Rivadeneira
Gabriela Alejandra Rivadeneira Burbano (sinh ngày 25 tháng 7 năm 1983) là một chính trị gia người Ecuador. Bà là Chủ tịch Quốc hội Ecuador trong khoảng thời gian từ tháng 5 năm 2013 đến tháng 5 năm 2017. Trước đây, bà là Thống đốc tỉnh Imbabura từ năm 2011 đến 2012. Bà là Thư ký điều hành của Liên minh PAIS kể từ ngày 1 tháng 5 năm 2017. Bà được gọi là "comemierda "Do bài phát biểu tại Quốc hội vào ngày 3 tháng 10 năm 2013.

## Tuổi thơ
Rivadeneira được sinh ra ở Quito là người đầu tiên trong bốn đứa trẻ. Năm tuổi bà chuyển đến Otavalo. Năm 2000, khi bà mười bảy tuổi, bà đã nhận được danh hiệu cuộc thi sắc đẹp của Reina del Yamor (tiếng Anh: Queen of Yamor). Sự nổi tiếng và danh tiếng địa phương mà bà có được với thành tích này cho phép bà thành công trong chính trị địa phương.
Rivadeneira đã đến Colegio Santa Juana de Chantal. Trong thời gian ở đó, bà trở thành chủ tịch hội đồng tư vấn và lãnh đạo hội đồng sinh viên.

## Hoạt động văn hóa
Rivadeneira thành lập tổ chức văn hóa Mirarte năm 1998, khi bà mười bốn tuổi. Đối với cô, đó là một van cứu trợ chống lại chính phủ Ecuador trong những năm đó. Tổ chức này sau đó đã sản xuất bộ phim thiếu nhi đầu tiên ở Ecuador, Sara la Espantapájaros. Rivadeneira đã có một vai trong bộ phim. Rivadeneira đã nói rằng khi còn trẻ, bà đã vẽ graffiti cho các mục tiêu ý thức hệ như một cuộc biểu tình chống lại nợ nước ngoài, các hiệp ước thương mại tự do và sự hiện diện của Căn cứ Không quân Manta Hoa Kỳ tại Sân bay Quốc tế Eloy Alfaro.

## Sự nghiệp chính trị

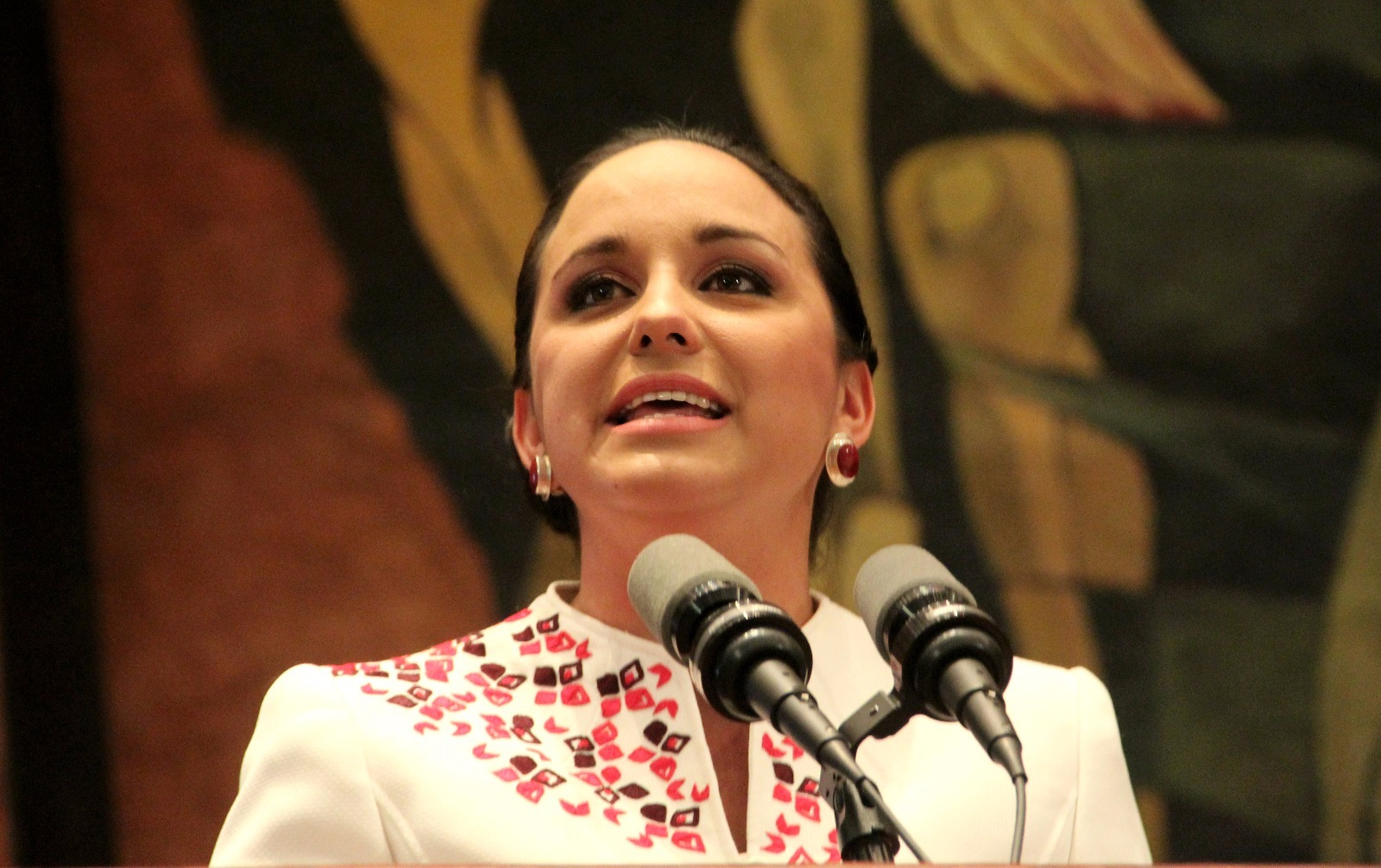
Gabriela Rivadeneira năm 2013.

Rivadeneira bắt đầu sự nghiệp chính trị của mình với tư cách là ủy viên hội đồng thành phố Otavalo; bà phục vụ trong khả năng này từ năm 2004 đến năm 2008. Trong thời gian đó, bà đã giành chiến thắng trong cuộc bầu cử năm 2004 và năm 2008. Từ năm 2004 đến năm 2006, bà là thành viên của đảng Pachakutik. Nhưng vào năm 2006, bà rời đi và trở thành thành viên của một nhóm mà sau đó sẽ gia nhập lực lượng với Liên minh PAIS. Bà là phó thị trưởng của thành phố Otavalo trong khoảng thời gian từ năm 2006 đến năm 2008, từ năm 2009 đến 2011, bà giữ chức phó quận của tỉnh Imbabura. Bà cũng là thành viên của thư mục quốc gia của Liên minh PAIS từ năm 2010 đến 2012.
Vào ngày 28 tháng 7 năm 2011 Rivadeneira đảm nhận chức vụ thống đốc tỉnh Imbabura sau khi Thống đốc Pedro Dávila từ chức. Để đảm nhận vị trí này, Rivadeneira đã buộc phải từ chức chức Phó Tỉnh trưởng trong cùng tỉnh. Khi Rivadeneira trở thành thống đốc ở tuổi 28, bà không chỉ trở thành nữ thống đốc đầu tiên của tỉnh Imbabura mà còn là người trẻ nhất. Rivadeneira được Tổng thống Rafael Correa chọn cho vị trí này. Vào ngày 9 tháng 11 năm 2012 Rivadeneira đã từ chức thống đốc, vì vậy bà có thể ra tranh cử trong cuộc tổng tuyển cử năm 2013. Vào tháng 3 năm 2013, bà đã đến đám tang của Hugo Chávez như một phần của phái đoàn Ecuador.

### Chính trị quốc gia
Rivadeneira đã lãnh đạo Liên minh PAIS trong cuộc bầu cử Quốc hội tháng 2 năm 2013 trong khi các chính trị gia cao cấp hơn được xếp sau bà trong danh sách quốc gia. Ví dụ trong số này là Chủ tịch Quốc hội Fernando Cordero Cueva, Phó Chủ tịch Quốc hội lúc đó Juan Carlos Cassinelli và Rosana Alvarado. Cá nhân bà đã nhận được 3.498.379 phiếu bầu. Vào ngày 14 tháng 5 năm 2013 Rivadeneira đã được chọn làm Chủ tịch Quốc hội sau khi nhận được 107 trong tổng số 137 phiếu ủng hộ.
Sau khi được chọn làm Chủ tịch Quốc hội, bà được nhắc đến như một người kế thừa tiềm năng cho Tổng thống Ecuador, Rafael Correa. Correa tuyên bố rằng ông sẽ không tìm kiếm một nhiệm kỳ khác trong cuộc bầu cử năm 2017 vì giới hạn nhiệm kỳ của đất nước. Trước đó, Correa đã đề cập đến Rivadeneira như một người kế vị có thể trong khi ông đang đến thăm tỉnh Imbabura. Rivadeneira sẽ không đủ điều kiện, vì bà sẽ không đạt đến độ tuổi tối thiểu 35 cho văn phòng tổng thống.
Vào tháng 5 năm 2015 Rivadeneira đã được bầu lại làm Chủ tịch Quốc hội. Vào tháng 2 năm 2016, bà trở thành Chủ tịch Quốc hội Mỹ Latinh. Vào tháng 7 năm 2016, với các chế độ khác của Mỹ Latinh gặp rắc rối, bà đã bảo vệ Chủ nghĩa xã hội của thế kỷ 21 của Mỹ Latinh, nói rằng nó chưa bị phá vỡ.
Tỷ lệ chấp thuận công khai của Rivadeneira đã giảm từ 45% vào tháng 12 năm 2013, xuống còn 26,5% vào cuối năm 2016. Vào ngày 15 tháng 2 năm 2017, văn phòng của bà đã nhận được một lời đe dọa đánh bom khi một gói CD với chất nổ được chuyển giao. Trong cuộc bầu cử ngày 19 tháng 2 năm 2017, Rivadeneira đã được bầu lại làm đại biểu Quốc hội cho Quốc hội lập hiến. Bà là người phụ nữ được bình chọn nhiều nhất.
Vào ngày 1 tháng 5 năm 2017, bà được bầu làm Thư ký điều hành của Liên minh PAIS. Vào ngày 14 tháng 5 năm 2017, bà đã được thành công với tư cách là Chủ tịch Quốc hội bởi ông Jose Serrano.

## Sự chỉ trích
Tuy nhiên, vai trò của Rivadeneira với tư cách là chủ tịch Quốc hội của Ecuador đã gây ra sự chỉ trích. Vào ngày 3 tháng 10 năm 2013 Rivadeneira đã phát biểu tại Quốc hội Ecuador và trích dẫn nhóm nhạc Quilapayún bằng cách nói "... chúng ta phải lật bánh tortilla để người nghèo ăn bánh mì, và người giàu ăn cứt". Hành động của bà bị các nghị sĩ đối lập chỉ trích. Các ví dụ khác bao gồm lệnh bắt giữ nhà lập pháp Cléver Jiménez, và mua lại một ngôi nhà với giá 250.000 đô la Mỹ.

## Cuộc sống cá nhân
Rivadeneira kết hôn với nhà văn Luis Flores và có hai con. Rivadeneira đã nói rằng bà là một độc giả thường xuyên đọc tác phẩm của Eduardo Galeano.